# 奧爾資訊
奧爾資訊多媒體股份有限公司，簡稱奧爾資訊，成立於2001年，是一家位於台灣的手機遊戲研發及運營公司，成立之初以自行設計、研發的中文版Java手機遊戲為主要業務，曾經推出多款角色扮演遊戲與益智模擬戀愛遊戲，著名的系列作品包括蒼神錄系列、天卦伏魔錄系列、open小將系列等等。
截至目前為止已開發超過數百款的Java手機遊戲與40款以上的智慧型手機遊戲，產品包括《神殿戰記》、《DawnBreak：曙光》、《翻轉童話》、《天使帝國-幻獸之月》、《仙劍客棧》、《LINE仙書紀》、《3D可愛夾娃娃機》、《極上豪華麻將》與《蒼龍寶石》等。代理運營的遊戲則包括知名的《Hortensia SAGA 蒼之騎士團》、《秦時明月》、《海上萬事屋》與《世界Online》等。

## 沿革
- 2001年
  - 01月 奧爾資訊成立於台北市重慶北路。
  - 04月 於遠傳電信推出手機鈴聲下載服務。
  - 06月 推出「HA-HA-CITY」手機鈴聲圖形語音下載服務。
  - 11月 於中華電信520平台推出手機鈴聲圖形下載服務。
  - 12月 於遠傳電信推出哈哈行動樂園手機圖形下載服務。
  - 01月 與Yahoo!奇摩合作拍攝網路廣告影片。
- 2002年
  - 08月 於大眾電信推出手機卡拉OK、手機圖鈴下載服務。於泛亞電信推出手機圖鈴下載付費服務內容。
- 2003年
  - 02月 率先與各電信業者推出MMS多媒體簡訊內容下載服務。
  - 06月 率先與遠傳電信配合推出RBT服務提供各類音樂內容下載。
  - 07月 提供劉文聰來電等候音服務內容，引起熱烈迴響。
  - 11月 與台灣大哥大、泛亞電信、中華電信、亞太電信、和信電訊配合RBT來電答鈴服務內容下載。
  - 12月 與台灣大哥大推出83801圖鈴下載服務，同時獨家推出粉紅豹圖像內容下載。與遠傳電信合作推出遠傳音樂台服務，每月推出音樂主打星提供全產品下載。
- 2004年
  - 03月 與大眾電信配合RBT來電答鈴服務內容下載。
  - 04月 率先與遠傳電信、中華電信、台灣大哥大合作推出原音鈴聲下載服務。
  - 12月 率先與台灣大哥大合作Catch平台，提供全方位音樂性內容下載。
- 2005年
  - 01月 獨家與大眾電信配合推出「圖鈴最愛線」服務音樂性內容下載。
  - 07月 3G影音服務全面上線！並取得三立國光幫幫忙、表演工作坊獨家授權。與台灣大哥大合作推廣加值服務，配合Pucca大型人偶Road Show。
  - 09月 提供孫燕姿“完美的一天”專輯內容數位預購、來電答鈴下載並拍攝電視廣告，成為全球手機加值服務創舉！”e7Play”品牌正式啟用，e7Play行動娛樂 --- 最完整的Wap加值服務問世。
  - 10月 奧爾自我加值服務品牌 ---『e7Play.com』網站正式誕生。
  - 12月 亞洲首套mobile/PC同步全功能交友服務 --- 『 e7Play戀愛城市』正式上線。與威寶電信正式合作 --- RBT服務「美答鈴」首先推出！威寶成為奧爾第九家合作的電信廠商。
- 2006年
  - 01月 搭配3G手機，率先推出第一個手機Flash服務「e7Play閃亮樂園」。
  - 02月 完成Mobile 3G Live轉播機制，創先提供實況轉播演唱會內容。
  - 03月 投入3G影片內容開發，完成第一部自製手機偶像劇。
  - 10月 第一個自製JAVA手機遊戲開發完成，蒼神錄遊戲授權台灣地區及跨足海外大陸供用戶進行下載。
  - 11月 提供命理及塔羅牌內容，引領市場新風貌。
- 2007年
  - 01月 創新以手機加值服務內容提供用戶下載偶像劇宣傳短片及幕後花絮影片。
  - 02月 蒼神錄手機遊戲參與遊戲之星選拔賽，榮獲『年度創新獎』及『年度最佳手機遊戲獎』，成為最具市場潛力的內容供應商。
  - 04月 與萊爾富合作推出Life-ET，作為手機加值服務的下載平台。
- 2008年
  - 02月 連續第二年獲頒遊戲之星選拔賽『年度最佳手機遊戲獎』。
  - 03月 獨家與Yahoo!奇摩合作手機圖鈴下載。
  - 07月 推出數位音樂下載iNmusic。
  - 08月 與Nokia推出”音樂商店”販賣數位音樂。
- 2009年
  - 01月 推出手機小說服務。
  - 02月 連續第三年獲頒遊戲之星選拔賽『年度最佳手機遊戲獎』。
  - 03月 與Yahoo!奇摩合作拍攝網路廣告影片。
  - 08月 與日本廠商Sockets簽訂遊戲代理授權合約,正式進軍日本市場。
  - 11月 與遠傳電信合作推出”遠傳小說館”電子書服務,及正式推出奧爾官方電子書平台iNbook服務。
- 2010年
  - 01月 與智明星通合作推出首款Facebook熱門遊戲開心農場手機版,成功開拓網路社群手游族群。
  - 03月 奧爾第一款自製iPhone遊戲-蒼龍寶石正式於App Store上線,並獲得台灣區不分類銷售冠軍。
  - 04月 完成第一款Android遊戲德州梭哈開發。
  - 07月 推出iPhone鈴聲館下載服務,為國內首家與電信合作提供iPhone鈴聲服務廠商。
  - 08月 榮獲經濟部工業局數位內容產品獎遊戲之星選拔賽最佳手機遊戲獎(蒼龍寶石iPhone版) 。
  - 09月 榮獲兩岸移動應用Android平台組設計大賽銀獎(極上豪華麻將) 。
  - 09月 iNbook電子書服務正式發佈上Facebook平台,進軍社群網站。
  - 10月 榮獲大陸地區遊戲金翎獎年度最佳手機單機遊戲(新牧場物語2-戀愛季節)。
  - 10月 iNbook 服務於iPhone App Store正式上線服務iPhone用戶。
- 2012年
  - 「元素騎士 Online 3D ARPG」榮獲遊戲之星Game Star Award國外代理行動遊戲第一名
- 2013年
  - 「秘寶探偵」TCG+ RPG日本突破三百萬次的下載，蟬聯三個月以上銷售冠軍。
- 2014年
  - 「秦時明月」TCG+ RPG知名IP結合，創下臺灣原生文本最高遊戲授權金的歷史門檻。
  - 06月 奧爾全力投入遊戲開發，原加值服務轉至新公司奧創。
  - 07月 大宇攜手奧爾，打造IP市場。
- 2015
  - 03月 與一擊工作室共同開發完成《海上萬事屋》，並由奧爾進行營運。
  - 04月 《LINE仙書紀》正式上線。
  - 05月 與SEGA正式簽訂投資合約，齊力開拓手遊市場。
  - 06月 中華電佈局手機遊戲代理今與奧爾資訊共同代理發行手遊《海上萬事屋》。
  - 09月 代理運營《Hortensia SAGA 蒼之騎士團》繁中版。
  - 11月 於台港澳發佈《仙劍客棧》手遊版。
- 2016
  - 06月《天使帝國-幻獸之月》於iOS/Android雙平台上架
  - 10月《翻轉童話》於台港澳推出iOS/Android雙版本
  - 10月《DawnBreak:曙光》於台港澳推出iOS/Android雙版本
- 2017
  - 01月 《Dawnbreak:曙光》獲得經濟部工業局「數位內容產品獎」數位遊戲類獎項，於2017 台北國際電玩展「台灣好遊戲」主舞台頒獎
  - 08月《神殿戰記》正式於雙平台發佈,並同獲App Store與Google Play雙平台推薦殊榮.

## 旗下產品

### 手機遊戲
僅列出部份遊戲
智慧型手機遊戲作品
- 神殿戰記
- DawnBreak:曙光
- 翻轉童話
- 天使帝國-幻獸之月
- 真神
- LINE仙書紀
- 天之劫
- 仙劍客棧手機版
- 天使帝國-幻獸之月
- 蒼龍寶石
- 極上豪華麻將
- 3D可愛夾娃娃機

系列作品
- 蒼神錄系列
  - 【蒼神錄本傳】-2007/03/27~2007/12/20
  - 【蒼神錄外傳－崙吾紀】-2008/02/24~2008/06/26
  - 【蒼神錄．續~火凌之凰】-2008/12/24
  - 【蒼神錄2上篇~真龍覺醒】-2009/04/15
  - 【蒼神錄2下篇~龍麟之怒】-2009/09/6
  - 【蒼神陸‧序~極神傳】-2010/07
- 天卦伏魔錄系列
- OPEN小將系列
- 降魔師系列
- 牧場物語系列
- 戀愛物語系列

單款、代理作品
- 天舞三國
- 赤壁-戰三國
- 奶油獅
- 漢朝一哥劉邦
- Hortensia‧SAGA-蒼之騎士團

## 外部連結
- 企業網站 （页面存档备份，存于）